# Hermann Schiff

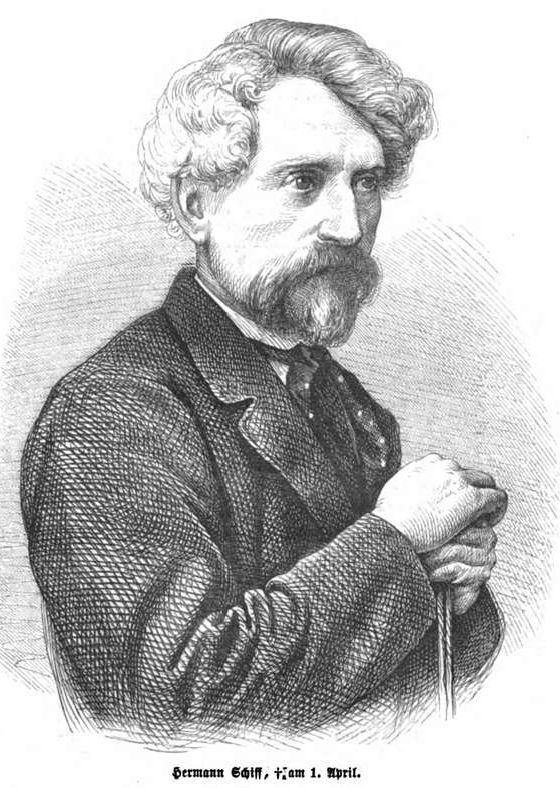
Hermann Schiff

Hermann Schiff (geboren als David Bär Schiff 1. Mai 1801 in Hamburg; gestorben 1. April 1867 ebenda) war ein deutscher Schriftsteller.

## Leben
Hermann Schiff war ein Vetter Heinrich Heines. Nach seinem Philosophie-Studium in Göttingen, Berlin und Jena (mit Promotion 1825) beschäftigte er sich mit Musik und Literatur. Er siedelte nach Leipzig über, wo er die Literaturzeitschrift Der Dichterspiegel redigierte. Danach zog er nach Berlin, wo er an verschiedenen Zeitschriften mitarbeitete. Im Jahr 1835 kehrte er nach Hamburg zurück. Hier war er als Journalist tätig. Um den Lebensunterhalt zu bestreiten, betätigte er sich auch als Schauspieler, Fechtmeister, Dichter, Musiker, Balletttänzer und Notenschreiber. Er lebte in großer Bedürftigkeit und starb, protestantisch getauft, im Armenhaus. Er wurde dennoch auf dem jüdischen Friedhof beerdigt, da sich kein Dokument über die erfolgte Taufe finden ließ.

## Werke (Auswahl)
- Nachlaß des Katers Murr. Eine Fortsetzung der Lebensansichten des Katers Murr von E. T. A. Hoffmann. Leipzig 1825
- Lebensbilder von Balzac. Aus dem Französ. übersetzt vom Dr. Schiff. 2 Bände. Berlin 1830/1831
- Das Elendsfell. Drei Novellen nach Balzac von Dr. Schiff. Berlin, 1832
- Die Ohrfeige. Novelle. Hamburg 1836. (Als Titelaufl. 1841 unter dem Titel Linchen oder Erziehungs-Resultate)
- Gevatter Tod. Eine Mährchen-Novelle. Hamburg 1838
- Schief-Levinche mit seiner Kalle oder Polnische Wirthschaft. Ein komischer Roman nebst Vorrede von Isaak Bernays [d. i. Hermann Schiff]. Hamburg 1848
- Luftschlösser. Hamburg 1854
- Die Prinzessin von Ahlden oder drei Prophezeiungen. Ein Roman der Weltgeschichte von Heinrich Freese [d. i. Hermann Schiff]. Hamburg 1855
- Novellen-Bouquet. Gesammelt und zum Besten des Verfassers hrsg. von Fr. Wilibald Wulff. Hamburg 1858
- Das verkaufte Skelett. Novelle. Hamburg, 1866
- Heinrich Heine und der Neuisraelitismus; Briefe an Adolf Strodtmann. Richter, Hamburg 1866; Textarchiv – Internet Archive.
- Selbstbekenntnisse eines Gesinnungsfloh. Novelle. Hamburg 1866
- Das Mondstück. Caprice. Hamburg 1866
- „Varinka, oder: Die Rothe Schenke“ und andere Erzählungen. Mit einem Nachw. hrsg. von Olaf Briese. Wehrhahn Verlag, Hannover 2013 (Bibliothek des 19. Jahrhunderts; 10).